# Placonia
Placonia là một chi bướm đêm thuộc họ Noctuidae.